# الحروش
الحروش إحدى بلديات ولاية سكيكدة. وهي مقر دائرة الحروش وتعتبر من اكبر الدوائر في شرق الجزائري يبلغ عدد سكانها 124.534 نسمة, شارع بشير بوقادوم هو أطول شارع فيها والشارع الرئيسي بطول حوالي 2.3 كم يحدها شمالا بلديات صالح بوالشعور، أمجاز الدشيش وسيدي مزغيش، وجنوبا بلديتي عين بوزيان وزيغود يوسف (ولاية قسنطينة) وغربا عين بوزيان وشرقا زردازة. تعتبر محور ربط مهم في الشرق الجزائري بربطها 3 ولايات كبرى هي سكيكدة عنابة وقسنطينة فهي بذلك مفترق طرق حيوي ومركز تجاري هام للولاية وتبعد عن ولاية سكيكدة (29,4 كم) وعن ولاية قسنطينة (53,7 كم)وعن ولاية عنابة (95,7 كم)

## معلومات تاريخية

### دور الحروش في الثورة:هجومات 20 أوت 1955 بالحروش ذكرى وعبرة وقيم تتجدد عبر الأجيال
بدأت الهجومات في منتصف نهار 20 أوت 1955 بقيادة المجاهد المرحوم العايب الدراجي لاستهداف كافة المنشآت والمراكز الحيوية الاستعمارية وسط مدينة الحروش. منقول عن السيد محمد سيف الإسلام بوفلاقة وقد روى المجاهد العايب الدراجي، تفاصيل ذلك اليوم لمجلة «أول نوفمبر» العدد: 47 سنة 1980، حيث جاء في شهادته: "بات المجاهدون بمبنى الضيعة على أمل أن يحين منتصف نهار الغد 20 أوت 1955، ولم يهدأ بال الجميع خصوصاً وأن عملية مهاجمة مدينة الحروش ليست بالأمر الهين، ولذلك شددت الحراسة ونظمت في نقاط مختلفة من الطريق المؤدي إلى مدخل المدينة، وعندما قاربت عقارب الساعة الحادية عشرة صباحاً، بدأ المجاهدون في التسلل واحداً تلو الآخر إلى داخل المدينة، وبقيت كلمة لا بد منها وجهها مسؤول ناحية الحروش المجاهد العايب الدراجي، وقد خص بها الجانب التنظيمي، حيث بادر بتقسيم الأفواج إلى ثلاثة أقسام على كل فوج أن يسلك طريقه المحدد والذي يوصله إلى هدفه المحدد: - طريق الباراج-. - طريق سكيكدة. - طريق الجبانة بئر السطل. وعبر مختلف هذه الجهات كان الالتحام على أشده بين الأهالي والمجاهدين من جهة وجنود العدو الذين بوغت الكثير منهم بأمر الخطة التي كان تنفيذها جيداً، ولصالح قوات جيش التحرير الذي فجر لأول مرة عملية عظيمة الحجم في قلب المدينة، وكأنهم يعلمون في قرارة أنفسهم مسبقاً بأن هذا اليوم هو بمثابة منعرج حاسم في مسار الكفاح المسلح، وهو حجر الزاوية في تحقيق أسس الاستقلال، وقد تحولت دار العدالة إلى ساحة لتبادل النيران، وبعد اشتداد حملة تطويق منشآت العدو اختلط الأمر في البداية واستاء العدو من ذلك وقام بتصويب نيرانه في جميع الجهات، مستخدماً الأسلحة الثقيلة والقصف بالمدفعية بعدما علم بتواجد فرقة من المجاهدين بدار العدالة التي تسلل إليها المجاهدون قبل منتصف النهار وتمكنوا من الحصول على وثائق سرية وهامة، وتمكنوا من حرق جميع الوثائق والمستلزمات التي كانت تخص الإدارة الاستعمارية، وقد قام المستعمر بقصف هذا المعقل بالمدفعية الثقيلة بعد طول مقاومة وصمود المجاهدين إلى غاية الساعة الرابعة مساءً، وقد نفذت في هذا اليوم عدة عمليات فدائية جريئة وذلك تطبيقاً للتوجيهات العامة التي سبقت مرحلة تنفيذ الهجوم". كما جاء في مقال نشره السيد كمال واسطة يروي له المجاهد العيدي هريو الذي لا يزال يتذكر تلك الهجمات رغم كبر سنه، أنه صادف عندما كان عائدا من تونس وكان حينها قائدا لفيلق يتكون من 200 مجاهد لجلب السلاح ونقله إلى القل وبالتحديد بقرية جبل مكسن قرب المكان المسمى المالحة، وجدنا المكان محاصرا ولم يكن أمامنا سوى مواجهتهم من أجل مواصلة السير وإتمام المهمة حيث دخلنا في اشتباك معهم وتمكنا بفضل شجاعة المجاهدين من إلحاق خسائر بشرية فادحة في قوات العدو قوامها 45 جنديا، بينما فقدنا جندي واحد في صفوفنا ويواصل حديثه بكل تأثر قائلا: «كانت معركة شرسة، رغم أن قوات العدو كانت تحكم قبضتها على المكان وتسيطر عليه إلا أننا تمكنا بفضل تمركزنا الجيد في مواقع المكان الذي كان عبارة عن بستان تغطيه أشجار كثيفة من قيادة المعركة بكل بسالة والتغلب على الجنود الفرنسيين، الذين كانوا يسقطون تباعا أمام أعيننا» وأتذكر يضيف بأن المجاهد العيدي بويديوة الذي لا يزال على قيد الحياة أصيب حينها بجروح وتكفلت بحمله على أكتافي إلى غاية الصباح وتابع يقول أن التحضير لهجمات 20 أوت كان في شهر جوان تحت قيادة الشهيد زيغود يوسف وبعض القيادات من الميلية والقبائل، وبعدها عقدنا لقاء تحضيري مصغر بمنطقة بوزعرورة بالجهة الغربية للولاية ومن خلاله تلقينا التعليمات والتوجيهات من القادة وانطلقنا مباشرة في تعبئة الشعب وتحضيره لهذه الهجومات وأتذكر أننا شكلنا حوالي 300 مناضل من مختلف فئات الشعب مزودة بمختلف الأسلحة سواطير عصي وغيرها وتوجهنا إلى منطقة خندق عسلة التابعة إداريا لبلدية زردازة وكان ذلك تحت قيادة المجاهد المرحوم الشهيد العايب الدراجي وبقينا على مقربة من مدينة الحروش، بعد أن قسمنا أنفسنا على عدة مجموعات بكل من السعيد بوصبع، بئر سطل، الفج بمنطقة الظهيرة، والتوميات بحكم أن الاتفاق كان يقتضي ذلك، وبعد أن تلقينا الأمر دخلنا للحروش وشرعنا في الهجوم على عدة مناطق على وجه التحديد محكمة التي تم إضرام النار بداخلها رغم الحراسة المشددة. وفي الأخير أكد المجاهد العيدي هريو بأن هجومات 20 أوت 1955 كانت محطة مفصلية في تاريخ الثورة التحريرية كنا نسعى من خلالها إلى التأكيد على تماسك الثورة وإسماع صوت قضيتنا في المحافل الدولية وكشف مجازر فرنسا وبعدالة القضية التي تكافح من أجلها.

### الاحتلال الفرنسي :في عام 1838 بدأ تمركز الكتائب و تم بناء 4 معاقل لاتزال موجودة الآن من أجل الدفاع عن مخيمات المستعمرين .
و قد حط أول المستوطنين في ميناء سثورا stora و تمركزو بالقرب من Philippeville و من هناك بدأ ترحيل القوافل العسكرية من أجل الحصول على الاراضي التي استولى عليها المستعمر. و قد كانت مستوطنة الحروش مكونة أساسا من العائلات البلجيكية و الألمانية ؛ إلا أن المستوطنين لم يبدؤوا ببناء الثكنات الخشبية عندما تم توجيههم الى الحروش و اكتفوا باقامة المخيمات في حصن محروس من طرف الكتيبة الاولى في افريقيا . و عندما تم التخلي على هذا الحصن من طرف قوات الاستعمار تحولت الحروش الى مزرعة و أطلق عليها اسم مزرعة الكتيبة الاولى في افريقيا ( ferme du 1er Bataillon d'Afrique) و قد دام الاحتلال من 1838الى 1846 و قبل مغادرة المستوطنين المخيم الذي صار قرية و من أجل تتويج أعمالهم الاستعمارية قام الجيش ببناء نافورة في مفترق الطرق تحمل إسم " الجيش في المستعمرة 1846" ( l Armée à la Colonie )

## معلومات جغرافية
الموقع:تقع مدينة الحروش في شمال شرق الجزائر,ضمن ولاية سكيكدة,تبعد حوالي 30 كيلومترا جنوب مدينة سكيكدة,وتتمتع بموقع استراتيجي على الطريق الوطني رقم3 الذي يربط بين عدة مدن في الشرق الجزائري 
سريع الحروش الممثل الأول في المدينة سواءا في كرة اليد (شباب الحروش حاليا) والتي أنجبت عديد اللاعبين الممتازين على الساحة الوطنية بالإضافة إلى كرة القدم (شباب الحروش سابقا)
سريع الحروش لكرة القدم من أقدم وأعرق الفرق الجزائرية تأسس سنة 1936.وهو مدرسة معروفة منذ القدم بتكوين أبرز اللاعبين من أمثال: حفيظ بوالشعور. علي بن مرابط. الحارس المرحوم حمودي بعبوش. والموهبة الراحل عيسى دراوي.... إلخ.
مرورا بجيل الثمانينات بقيادة الكابتن يوسف عياشي. بوشحيط عبد الوهاب. الإخوة سدراتي. الفريق الذي قهر العملاق شباب بلكور في سطيف بهذف سدراتي إبراهيم.
وصولا لجيل التسعينات أين مكث الفريق لمدة 4سنوات في القسم الثاني وجابه أقوى الفرق أمثال وفاق سطيف. شباب قسنطينة. إتحاد عنابة.... إلخ. بجيل ممتاز يتكون من الإخوة بلبطي. رياض بريوط. قربوعة. بن جامع.... إلخ.
وبعدها بدأ الفريق في الإنهيار حيث طغت المصلحة الخاصة على مصلحة الفريق وبقي يعاني إلى يومنا هذا.

## أعلام
- فاطمة جالير
- علي كافي
- مولود حمروش
- محمد الصالح دمبري
- عيسى دراوي

## وصلات خارجية
- هذه وصلة لفيديو عن الحروش على يوتيوب

1. ↑  "التنظيم الإداري و الإقليمي". interieur.gov.dz. مؤرشف من الأصل في 2024-06-08. اطلع عليه بتاريخ 2025-02-05.
2. 1 2  "Historique El Arrouch - Ville — Encyclopédie-de-L'AFN_1830-1962". web.archive.org. 14 أغسطس 2024. مؤرشف من الأصل في 2024-08-14. اطلع عليه بتاريخ 2024-09-28. {{استشهاد ويب}}: الوسيط |تاريخ أرشيف= و|تاريخ-الأرشيف= تكرر أكثر من مرة (مساعدة) والوسيط |مسار أرشيف= و|مسار-الأرشيف= تكرر أكثر من مرة (مساعدة)صيانة الاستشهاد: BOT: original URL status unknown (link)
3. ↑  "المركز الوطني للدراسات والبحث في الحركة الوطنية وثورة أول نوفمبر 1954". www.cnerh-nov54.dz. مؤرشف من الأصل في 2024-07-12. اطلع عليه بتاريخ 2024-09-28.
4. ↑  "الحروش, الحروش, سكيكدة, الجزائر - المدن والقرى في العالم". ar.db-city.com. مؤرشف من الأصل في 2017-06-10. اطلع عليه بتاريخ 2024-09-28.